# بلوماري
بلوماري (Πλωμάρι) هي مدينة في ليسفوس في اليونان.